# Elizabeth Furnace

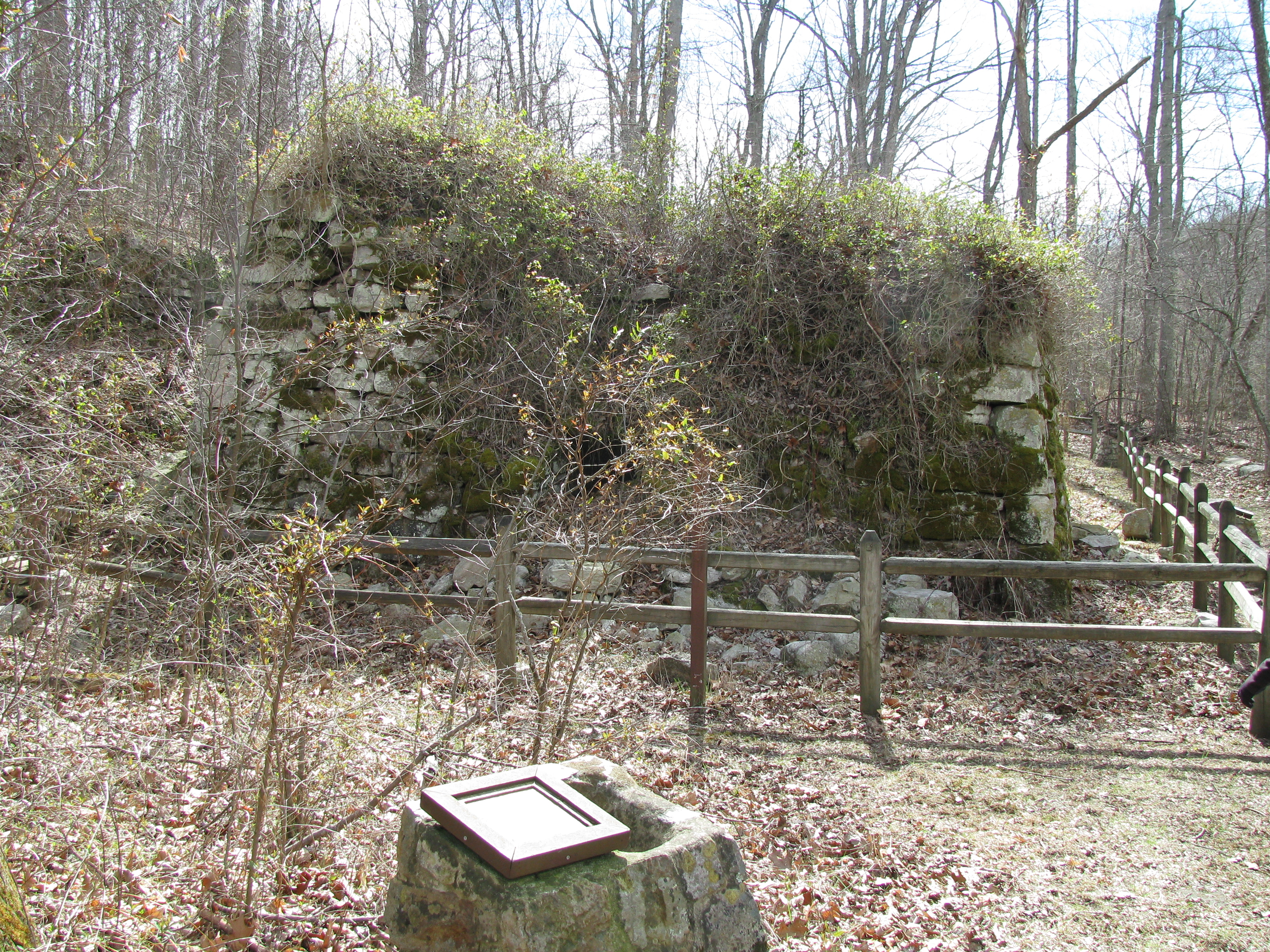
Elizabeth Furnace

Elizabeth Furnace war ein Hochofen im Shenandoah Valley in Virginia, der von 1836 bis 1888 der Verhüttung von Roheisen diente und den Passage Creek als Wasserkraftquelle nutzte. Das Eisenerz wurde in der Nähe abgebaut, im Ofen reduziert und das Roheisen dann über den Massanutten Mountain zum South Fork des Shenandoah River transportiert, um es in Harpers Ferry, West Virginia, zu schmieden.

## Hochofen
Die Überreste des Hochofens sind ein Zeugnis für Eisenindustrie im Shenandoah Valley in Virginia während des 19. Jahrhunderts. Der am Passage Creek am nördlichen Eingang zum Fort Valley im Shenandoah County gelegene Ofen spiegelt die landesweiten Trends im Hochofenbau während dieses Zeitraums wider. Er wurde um 1836 in der damals üblichen Bauweise errichtet, um ihn mit Holzkohle zu betreiben. Der Hochofen bestand aus einer an der Basis etwa 10 × 10 m großen und 8–12 m hohen Steinpyramide. Er wurde neben einem kleinen Hügel errichtet, so dass er am oberen Ende des Schachtes, der so genannten Gicht, mit Eisenerz, Kalkstein und Holzkohle beschickt werden konnte.
Anfangs wurde der Hochofen nur in den Wintermonaten betrieben, wenn die sonst in der Landwirtschaft eingesetzten Sklaven als kostengünstige Arbeitskräfte zur Verfügung standen. Später, als die Nachfrage stieg, wurde der Ofen ganzjährig rund um die Uhr in Schichten von etwa 50 Personen betrieben. Deren Arbeit war anstrengend, gefährlich und schlecht entlohnt.
Während des Amerikanischen Bürgerkrieges (1861–1865) mussten die Tredegar Iron Works in Richmond ihr eigenes Roheisen herstellen, um die Confederate States Army mit Waffen beliefern zu können, und erwarben daher Elizabeth Furnace und 9 weitere Hochöfen in den Allegheny und Blue Ridge Mountains sowie im Shenandoah Valley. Elizabeth Furnace lag aber in dem vom Unionsheer dominierten Gebiet, so dass er nicht genutzt werden konnte. Nach dem Bürgerkrieg wurde der Betrieb aufgrund der Arbeitslöhne unrentabel, da in Minnesota höherwertige Erze entdeckt worden waren, die mit aus Steinkohle gewonnenem Koks kostengünstiger verhüttet werden konnten.
Die Geschäftspartnerschaft, die zwischen Henry Forrer, John K. Forrer und Samuel Forrer unter dem Namen Forrer & Forrers in Elizabeth Furnace bestand, wurde am 18. Januar 1870 im gegenseitigen Einvernehmen aufgelöst. Das Unternehmen wurde daraufhin liquidiert. 1874 übernahm die Elizabeth Iron Company einen Teil des Grundstücks von Henry Forrer und den Erben von Daniel Forrer. Zu den ersten leitenden Angestellten des Unternehmens gehörten Michael G. Harman (Präsident), A. B. Quick (Schatzmeister), J. Fred Effinger (Sekretär) und Hugh W. Sheffey (Vorstandsvorsitzender). Das Unternehmen wurde während seiner kurzen Geschichte von finanziellen Problemen geplagt und war 1876 gezwungen, seinen Besitz zu verkaufen.
Der Betrieb wurde 1888 eingestellt. Ein Großteil der historischen Steinbrüche ist noch erhalten, ebenso wie eine restaurierte Hütte.

## Siedlung
Um den Hochofen entstand eine in sich geschlossene Dorfgemeinschaft und Siedlung, die umgangssprachlich „Eisenplantage“ (iron plantation) genannt wurde. Sie stand unter der Leitung des Besitzers oder „Eisenmeisters“ (iron master). Diese Siedlung bestand ähnlich wie später die Arbeitersiedlungen in den Kohlerevieren aus dem Herrenhaus des Eisenmeisters, Hütten für die Arbeiter, Werkzeug- und Lagerschuppen, Werkstätten für Zimmerleute und Schmiede, einem Laden, Ställen für Maultiere und Ochsen, Schulen für die Kinder der Arbeiter und dem Hochofen.

## Erz- und Eisentransport

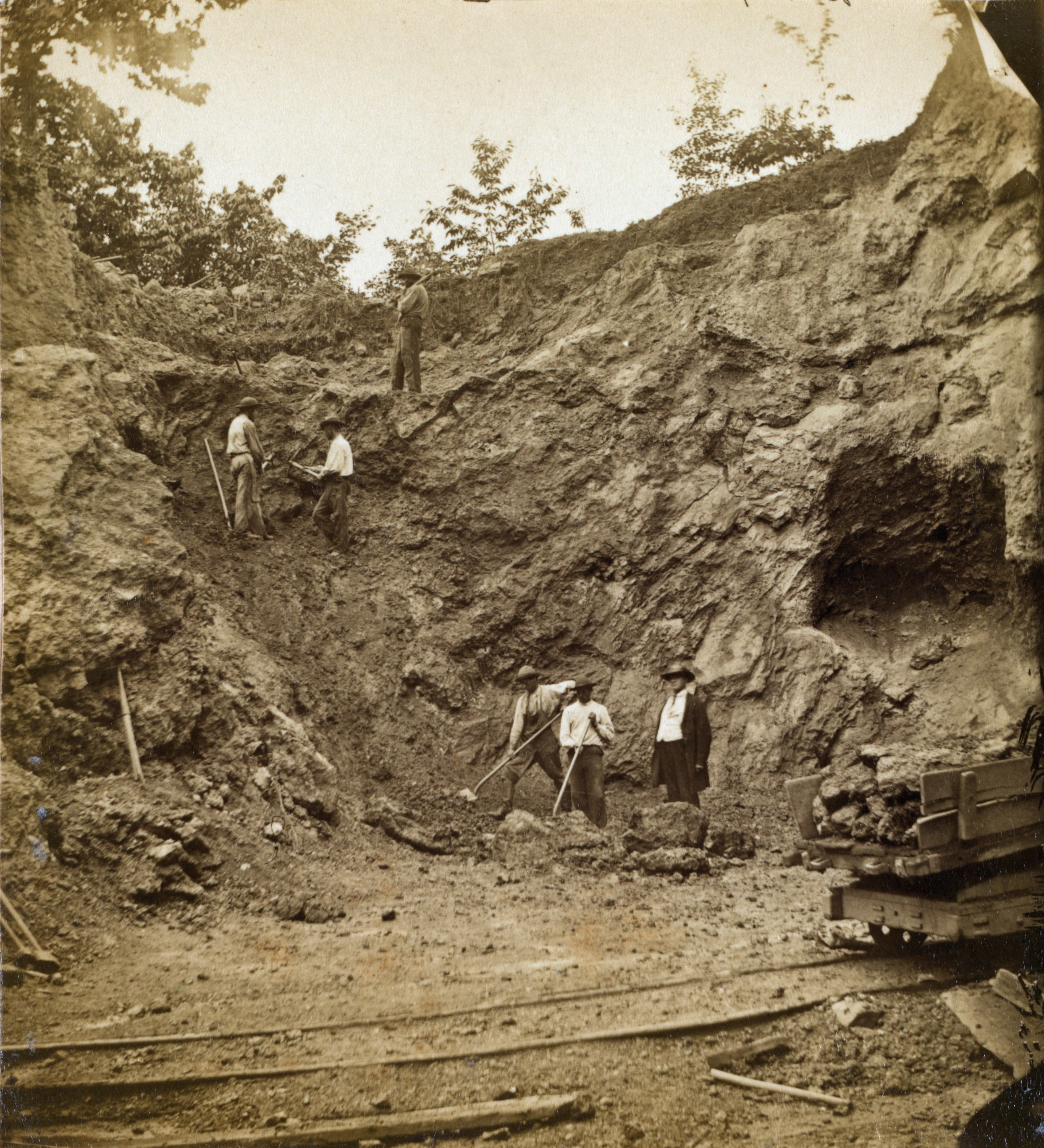
Erzabbau mit einer Feldbahn am Elizabeth Furnace, 1872

Zum Transport des in der Nähe abgebauten Erzes und Kalksteins wurde bereits um 1872 eine auf Holzschwellen verlegte Schmalspurbahn eingesetzt, d. h. mindestens drei Jahre bevor Paul Decauville 1875 in Frankreich die tragbaren Gleisjoche der nach ihm benannten Decauvillebahnen erfand. Die Strecke, über die das im Hochofen verhüttete Eisen transportiert wurde, wird noch heute von Wanderern genutzt, die über den Massanutten Trail den Gipfel des Massanutten Mountain besteigen. Seit 1869 verläuft die Bahnstrecke der ehemaligen Chesapeake and Ohio Railroad und heutigen CSX Transportation entlang des Hochofengeländes.

## Elizabeth Furnace Recreation Area
Das Erholungsgebiet Elizabeth Furnace Recreation Area liegt im George Washington National Forest nördlich von Fort Valley, Virginia. Es ist in drei Hauptbereiche unterteilt: den Picknickbereich, den Gruppencampingplatz und den Familiencampingplatz:
- Der Picknickbereich bietet Picknicktische, Toiletten ohne Wasserspülung, zugängliche Flächen,[10] Zugang zu mehreren gut ausgeschilderten und gepflegten Wanderwegen (vor allem dem Massanutten/Tuscarora Trail),[11] Mountainbikestrecken und Angelmöglichkeiten im Passage Creek. In der Nähe des Passage Creek gibt es eine Forellenzuchtanstalt, für die eine Angelerlaubnis erforderlich ist.[12]
- Der Gruppencampingplatz verfügt über Feuerstellen und Toiletten ohne Wasserspülung.[13]
- Der Familiencampingplatz hat 33 kostenpflichtige, nicht im Vorhinein reservierbare Stellplätze, Feuerstellen und eine restaurierte Hütte aus den 1830er Jahren.[14]